# Portobello Swim Centre
Le Portobello Swim Centre est un lieu de loisirs multi-installations situé dans le faubourg balnéaire de Portobello, à Édimbourg. Construit par l'architecte de la ville d'Édimbourg Robert Morham en 1898, il comprend des piscines, une salle de sport et un studio de fitness, et le seul bain turc authentique et accessible au public d'Édimbourg, l'un des trois restants en Écosse. Les bains d'eau salée ont été achevés en 1901.
Il a reçu le statut de bâtiment classé de catégorie A par Historic Environment Scotland .

## Rénovations
En 1934, la société d'Édimbourg a modernisé les installations en installant un système de filtration pour la piscine d'eau de mer .
En 1967, une rénovation de 48000 £ a vu la piscine intérieure du bâtiment, le vestiaire, les toilettes rénovés ainsi que l'installation d'un plafond éclairé et de tôles métalliques cachant les balcons victoriens d'origine. Les colonnes en fonte d'origine ont également été enfermées dans de la mosaïque et leurs chapeaux de colonnes ornementales enveloppés dans une corde d'amarrage .
En 1998, la piscine a ouvert après une modernisation et une rénovation .
En 2019, il a été annoncé que 2,5 millions de livres avaient été alloués à la rénovation de l'intérieur du bâtiment, à la création de nouveaux vestiaires, à la mise à niveau des installations de remise en forme et de salle de sport et à l'installation de technologies d'économie d'énergie pour rendre les bains plus écologiques .